# Adeno-assoziierte Viren

Genomkarte des Adenoassoziierten Virus 2, Spezies Dependoparvovirus primate1 (früher Adeno-associated dependoparvovirus A)

Adeno-assoziierte Viren (AAV), offiziell Adeno-assoziierte Dependoparvoviren, gehören zu den Dependoviren, das heißt, sie sind abhängig (lat. dependere) von einem Helfervirus, das dieselbe Zelle befällt. Die AAV sind von einem Adenovirus abhängig (daher "adeno"-assoziierte Viren). Das Helfervirus liefert Proteine, die vom AAV für die Replikation in der Zelle benötigt werden. Diese Proteine sind die Adenoviralen Proteine E1A, E2A, E4 und VA-RNA. Als Helfervirus können aber auch das Herpes-simplex-Virus 1 oder das Humane Cytomegalievirus dienen.
Ohne die Anwesenheit eines Helfervirus kann sich das virale Erbgut beim Menschen auf Chromosom 19 integrieren, liegt jedoch meist als Episom neben dem Humanen Genom vor. Sobald Adenoviren anwesend sind, geht die Zelle in den lytischen Zyklus über, das heißt die Partikel vermehren sich und die Zelle platzt dann auf, so dass sich AAV weiterverbreiten kann.
AAV werden als viraler Vektor in der Gentherapie verwendet, da sie nicht mit Krankheiten assoziiert sind und sich das virale Erbgut nur selten unspezifisch in das Genom der Wirtszelle integriert. So wird das onkogene Potential dieser Gentherapien reduziert. Zudem sind die Partikel sehr stabil und es lassen sich auch Ruhegewebe (z. B. Neuronen) damit infizieren.
Gravierender Nachteil von AAV ist ihr kleines Genom, welches von zwei ITRs (inverted terminal repeats) flankiert wird. Zwischen den ITRs befinden sich nur 4,7 kb (Kilobasen). Damit sind für eine rekombinante Variante nur weniger als 2,5 kb verfügbar.
Mit Stand November 2018 unterscheidet das International Committee on Taxonomy of Viruses zwei Spezies, die zuvor nur als unterschiedliche Serotypen geführt wurden: AAV-A und AAV-B.

## Systematik
Nach NCBI gehören zu den beiden Spezies u. a. folgende Viren:
- Spezies: Adeno-associated dependoparvovirus A (AAV-A)

- Adenoassoziiertes Virus 1 (AAV-1)

- Adenoassoziiertes Virus 6 (AAV-6)

- Adenoassoziiertes Virus 2 (AAV-2)

- Adenoassoziiertes Virus 2H (AAV-2H)

- Adenoassoziiertes Virus 3 (AAV-3)

- Adenoassoziiertes Virus 3A (AAV-3A)
- Adenoassoziiertes Virus 3B (AAV-3B)

- Adenoassoziiertes Virus 4 (AAV-4)

- Adenoassoziiertes Virus 7 (AAV-7)
- Adenoassoziiertes Virus 8 (AAV-8)
- Adenoassoziiertes Virus 9 (AAV-9)
- Adenoassoziiertes Virus 10 (AAV-10)
- Adenoassoziiertes Virus 11 (AAV-11)
- Adenoassoziiertes Virus 12 (AAV-12)
- Adenoassoziiertes Virus 13 (AAV-13)

- Spezies: Adeno-associated dependoparvovirus B (AAV-B)

- Adenoassoziiertes Virus 5 (AAV-5)

## Anwendung
Am Universitätsklinikum Tübingen wird seit 2020 erprobt, wie sich Adenoviren zur Gentherapie bei völliger Farbenblindheit (Achromatopsie) (verursacht durch ein defektes Gen CNGA3) einsetzen lassen. Das Team bezeichnet den von ihnen entwickelten Vektor als AAV8.CNGA3 (Adeno-assoziiertes Virus mit GNGA3-Gen). Vor allem bei noch jungen Patienten rechnet man sich unter geeigneten Voraussetzungen gute Erfolgschancen aus.
Auch an der Ludwig-Maximilians-Universität München wird an der Verbesserung von Verfahren gearbeitet (2021), mit Hilfe von AAV angeborene Gendefekte zu behandeln, die zum langsamen Erblinden führen.
An der Universität Tel Aviv wird an einem Verfahren gearbeitet (2022), mit Hilfe von AAV und der Genschere CRISPR B-Lymphozyten so zu ertüchtigen, dass sie Antikörper gegen den AIDS-Erreger HIV bilden. Sie sollen sich dann sogar an neue Varianten des HI-Virus selbst anpassen können.
Wie im Januar 2024 berichtet, war es am Children’s Hospital of Philadelphia (CHOP) erstmals gelungen, durch eine Gentherapie mit AAV bei einem elfjährigen Jungen eine durch ein defektes Otoferlin-Gen (OTOF) bedingte Taubheit (englisch sensorineural hearing loss, SNHL) zu beheben.  Im Juni 2024 wurde vom selben Team über die Heilung von vier weiteren Kindern berichtet.